# Barry Edward O’Meara

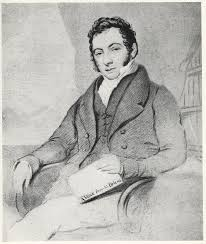
Barry O’Meara (1822)

Barry Edward O’Meara (* 1786 in Blackrock (Dublin); † Juli 1836 in London) war ein irischer Arzt und von August 1815 bis Juli 1818 der Leibarzt Napoleon Bonapartes während dessen Exils auf der Insel St. Helena.

## Leben und Wirken

### Herkunft und Werdegang
Das Geburtsjahr von Barry O’Meara ist unsicher, in verschiedenen Quellen variieren die Angaben zwischen 1770, 1778, 1783 und 1786. Er war der Sohn von Jeremiah O’Meara und dessen Ehefrau Catherine und hatte zwei ältere Brüder sowie eine jüngere Schwester. Auch über den Werdegang des Vaters und den Geburtsnamen der Mutter gibt es abweichende Angaben. Gemäß einigen Quellen, darunter Barry O’Mearas autobiografische Angaben, war sein Vater Offizier, anderen Quellen zufolge war er Solicitor, wobei das eine das andere nicht ausschließt. Als Geburtsnamen der Mutter werden in verschiedenen Quellen entweder Murphy oder Harper (bzw. Harpur) genannt.
O’Meara absolvierte sein Medizinstudium am Trinity College Dublin und am Royal College of Surgeons,  (laut anderen Quellen war er dort allerdings nicht eingeschrieben und studierte möglicherweise bei Lehrern dieser Institutionen oder an privaten Schulen; auf der Website des Trinity College Dublin ist er unter den Alumni verzeichnet) sowie eine postgraduale Ausbildung am Londoner Lehrkrankenhaus St Bartholomew’s Hospital. Ab 1804 war er Assistenzarzt des 62. Regiment of foot und wurde im Mittelmeerraum eingesetzt, unter anderem in Westindien, Ägypten und auf Sizilien. Nachdem er 1807 in Messina einem Freund bei einem verbotenen Duell als Sekundant zur Verfügung stand, wurde O’Meara vor ein Militärgericht gestellt und aus dem Dienst entlassen. Daraufhin begab er sich nach Malta, schloss sich dort der Marine an und war fortan als Chirurg auf verschiedenen Schiffen der Royal Navy tätig, zum Beispiel auf der HMS Victorious und der Bellerophon.

### Napoleons Arzt auf St. Helena
1815 war O’Meara als leitender Chirurg an Bord der Bellerophon, die Napoleon nach seiner Abdankung im Juli 1815 aufnahm. Napoleon, der von O’Mearas guten Kenntnissen der italienischen und französischen Sprache beeindruckt war, ersuchte darum, von O’Meara als Leibarzt ins Exil nach St. Helena begleitet zu werden, was auch genehmigt wurde, zumal der ursprünglich für diese Position vorgesehene Louis-Pierre Maingault es abgelehnt hatte, Napoleon auf die Insel zu begleiten.
Auf St. Helena fungierte O’Meara nicht nur als Napoleons Arzt, sondern auch als einer seiner Vertrauten. O’Meara versuchte zwar im äußerst schwierigen Verhältnis zwischen Napoleon und Gouverneur Hudson Lowe, unter dessen Bewachung Napoleon stand, zu vermitteln. Letztlich mangelte es ihm jedoch nach beiden Seiten an Loyalität: einerseits brach er das Napoleon gegebene Versprechen, Lowe nicht mit persönlichen Informationen über Napoleon zu versorgen, andererseits sandte er ohne Lowes Wissen vertrauliche Berichte an seinen für die Admiralität in London tätigen Freund John Finlaison.

### Konflikt mit Hudson Lowe
Nachdem sich das Verhältnis zu Lowe immer mehr zugespitzt hatte, wurde O’Meara schließlich im Juli 1818 von der Insel verwiesen und kehrte nach England zurück. In einem am  28. Oktober 1818 verfassten Schreiben an den Ersten Sekretär der Admiralität  John Wilson Croker (veröffentlicht in deutscher Sprache bei Cotta 1819) schilderte O’Meara diverse Konflikte mit Lowe und machte nachdrücklich darauf aufmerksam, dass die schlechten Lebensbedingungen im Exil für Napoleon bei dessen sich verschlechterndem Gesundheitszustand nicht weiter zumutbar seien. Er äußerte schwere Anschuldigungen gegen Lowe. Dieser habe O’Meara gegenüber mehrfach angemerkt, Napoleons Tod könne für Europa von Nutzen sein. Später seien die Gesundheitsberichte über Napoleons Zustand in Lowes Auftrag von einem Militärarzt verfälscht worden, der Napoleon nie untersucht habe. Weiters beschrieb O’Meara Auseinandersetzungen mit Lowe, in deren Rahmen dieser O’Meara beschimpft und ins Gesicht geschlagen habe. Am 2. November 1818 wurde O’Meara aus der Royal Navy entlassen.
Im Jahr 1819 erschien die anonym von Theodore Hook veröffentlichte Schrift Facts, illustrative of the treatment of Napoléon Buonaparte in Saint Helena. Hook, der sich 1818 auf der Durchreise drei Wochen auf St. Helena aufgehalten hatte, schilderte darin unter anderem seinen Eindruck, Napoleon und seine Begleiter, die er in ihrem Verhalten als mürrisch und äußerst schwierig karikierte, würden die Lebensumstände in Longwood House verfälschend in einem besonders schlechten Licht darstellen und als politisches Mittel einsetzen.
Als Gegendarstellung auf Hooks Pamphlet verfasste O’Meara 1819 An Exposition of some of the Transactions, that have taken place at St. Helena since the appointment of Hudson Lowe as governor. Darauf aufbauend veröffentlichte er 1822 (nach Napoleons Tod) basierend auf seinen Tagebüchern in zwei Bänden das Werk Napoleon in exile. Or a voice from St Helena, das in mehreren Auflagen erschien und ins Französische und Deutsche übersetzt wurde. Es enthält Schilderungen der Lebensumstände Napoleons und seiner Begleiter im Exil sowie aufgezeichnete persönliche Gespräche mit Napoleon. Nach dem Erscheinen dieses Werkes leitete Hudson Lowe ein Rechtsverfahren wegen Verleumdung gegen O’Meara ein, welches wegen formeller Fehler eingestellt wurde.

### Nach der Entlassung aus der Royal Navy
Nach seiner Entlassung aus der Royal Navy ließ sich O’Meara in einem repräsentativen Gebäude in der Londoner Edgeware Road als Zahnarzt nieder. Die erfolgreiche Publikation brachte ihm Wohlstand und gesellschaftliche Beachtung ein.
Politisch engagierte sich O’Meara in liberalen Kreisen. Er war Gründungsmitglied des Reform Club und ein Unterstützer und enger Freund von Daniel O’Connell. Zudem setzte er sich gesellschaftlich für die Sache der von König Georg IV. verstoßenen Königin Caroline ein.
O’Meara starb im Juli 1836 in seiner Wohnung in der Edgeware Road. In einigen Quellen, darunter das Dictionary of Irish Biography, wird als Todestag der 3. Juli genannt, in anderen Quellen der 10. oder der 12. Juli. Als Todesursache wird eine Grippe bzw. ein Erysipel im Bereich des Kopfes angegeben. Begraben wurde er auf dem Friedhof der St Mary on Paddington Green Church.

## Ehen und Nachkommen
O’Meara war zweimal verheiratet. Seine erste Ehefrau, die Mutter seiner Kinder, wird in den Quellen namentlich nicht genannt. Sein Sohn Dennis O’Meara war der Vater der Schriftstellerin Kathleen O’Meara (1839–1888). Im Jahr 1823 heiratete O’Meara die wesentlich ältere und zweimal verwitwete Theodosia Leigh (1757–1830), Tochter von Sir Edward Boughton of Lawford.

## Veröffentlichungen
- Darstellung einiger Verhältnisse auf der Insel St. Helena unter Hudson Lowe. Schreiben an die Admiralität vom 28. Oktober 1818. Cotta, Stuttgart/Tübingen 1819. Digitalisat bei Google Books

- An exposition of some of the transactions that have taken place at St Helena since the appointment of Hudson Lowe as governor. London 1819. Digitalisat im Internet Archive

- Napoleon in exile. Or, a Voice from St. Helena. the Opinions and Reflections of Napoleon On the Most Important Events of His Life and Government, in His Own Words. 1819, Reprint ‎ Ulan Press, 2012. (Digitalisat in englischer Sprache im Internet Archive)

- Napoleon in der Verbannung oder Eine Stimme aus St. Helena. Meinungen und Bemerkungen Napoleons über die wichtigsten Begebenheiten seines Lebens und seiner Herrschaft mit seinen eigenen Worten. Bearbeitet aus dem englischen von Friedrich Schott. Hilscher, Dresden 1823.
  - Teil 1 – Teil 2 – Teil 3 –  Teil 4 (Digitalisat in deutscher Sprache beim Münchener Digitalisierungszentrum)